# 이용호 (1960년)
이용호(李容鎬, 1960년 3월 20일~)는 대한민국의 언론인, 정치인으로, 제20·21대 국회의원을 지냈다.

## 정치 활동
1999년부터 2003년까지 김대중 정부 시기 내내 국무총리 비서실에서 근무하였다. 참여정부 초기인 2003~2004년까지 국무총리 비서실 공보담당 비서관을 역임하였다.
2004년 제17대 국회의원 선거에서 새천년민주당 후보로 전라북도 남원시·순창군 선거구에 출마하였으나, 노무현 대통령의 탄핵 역풍으로 현역 지역구 국회의원인 열린우리당 이강래 후보에 밀려 낙선하였다.
2010년 제5회 전국동시지방선거에는 남원시장 후보로 출마했으나 낙선했다.
2005년부터 2011년까지 YM종합건설 대표이사를 역임하였다. 2013년부터 2015년까지 국회 홍보기획관을 했다.
2016년 제20대 국회의원 선거에서 국민의당 소속으로 출마해 당선되어, 초선 국회의원이 되었다. 그러나 국민의당과 바른정당이 합당을 추진했을 때, 합당에 반대하여 국민의당을 탈당했다.
2018년 말에는 더불어민주당 입당 의사를 밝혔으나, 더불어민주당에서 그의 입당을 거부하였다. 21대 총선 이후에도 다시 한 번 더불어민주당에 입당하겠다는 의사를 밝혔지만, 더불어민주당 측은 또 다시 그의 입당을 거부했다.
2020년 제21대 국회의원 선거에서는 무소속으로 출마해 접전 끝에 이강래 후보를 누르고 호남에서 민주당 후보가 아닌 후보 중 유일하게 당선돼, 4년 전 국민의당 소속으로 나섰던 국회의원 중에서 지역구 재선에 성공한 유일한 의원이 되었다.
2021년 12월 7일, 국민의힘에 입당했다.
2022년 9월 19일 국회에서 열린 국민의힘 원내대표 선거에서 106표 중 42표를 얻어, 61표를 얻은 주호영 의원에 이어 2위를 차지했다.

## 경력
- 1984 경향신문 정치부 기자, 경향신문 정치부 차장
- 1999 국무총리실 공보담당관, 정책비서관
- 2003~2004 국무총리실 공보비서관
- 새천년민주당 전라북도 지부 남원시·순창군 지구당위원장
- (사)한국고속도로 휴게소협회 부회장
- 2005~2011 Ym종합건설, Ym21유통 대표이사
- KBS 《생방송 세상의 아침》 시사평론가
- KBS, MBC, CBS 등에서 정치평론
- 2012. 9.~2012. 11. 제18대 대통령 선거 무소속 안철수 대통령 예비후보 대선캠프 국민소통자문단 위원
- 원광대학교 초빙교수
- 2013. 2.~2015. 3. 국회사무처 홍보기획관
- 2016년 4월 13일: 대한민국 제20대 국회의원 선거 당선(전북 남원시·임실군·순창군, 국민의당, 초선)
- 2016. 5.~2016. 12. 국민의당 원내대변인
- 2016. 12.~2017. 2. 국민의당 원내정책부대표
- 2017. 2.~2017. 5. 국민의당 원내대변인
- 2017. 3.~2017. 5. 제19대 대통령 선거 국민의당 안철수 대통령 후보 국민캠프 국민소통본부장
- 2017. 5.~2017. 8. 국민의당 비상대책위원회 위원
- 2017. 5.~2018. 2. 국민의당 정책위원회 의장
- 2020년 4월 15일: 대한민국 제21대 국회의원 선거 당선(전북 남원시·임실군·순창군, 무소속, 재선)
- 2021. 12.~2022. 5. 국민의힘 전라북도당 남원시·임실군·순창군 당원협의회 위원장
- 2021. 12.~2022. 1. 제20대 대통령 선거 국민의힘 살리는 선거대책위원회 중앙선거대책위원회 선거대책위원장단 공동선거대책위원장
- 2021. 12.~2022. 1. 제20대 대통령 선거 국민의힘 새시대준비위원회 대외협력본부장
- 2021. 12.~2022. 3. 제20대 대통령 선거 국민의힘 살리는 선거대책위원회 전북 선거대책위원회 선거대책위원장단 총괄선거대책위원장
- 2022. 1.~2022. 3. 제20대 대통령 선거 국민의힘 윤석열 대통령 후보 선거대책본부 직속 위원회 정권교체 동행 위원회 구성원
- 2022. 3.~2022. 5. 제20대 대통령직인수위원회 정무사법행정분과 간사
- 2023. 5. 국민의힘 국민통합특별위원회 위원장
- 2023. 9.~2023. 10. 국민의힘 대선 공작 게이트 진상조사단 위원
- 2023. 10. 국민의힘 지역 필수 의료 혁신 태스크포스 위원
- 2024. 5.~ 국민의힘 서울특별시당 서대문구 갑 당원협의회 위원장

### 의정 활동
- 2016. 5.~2020. 5. 제20대 국회의원(전북 남원시·임실군·순창군, 국민의당→무소속, 초선)
  - 2016. 6.~2017. 5. 제20대 국회 전반기 운영위원회 위원
  - 2016. 6.~2017. 7. 제20대 국회 전반기 안전행정위원회 위원
  - 2016. 7.~2017. 7. 제20대 국회 전반기 남북관계개선특별위원회 위원
  - 2017. 7.~2018. 5. 제20대 국회 전반기 행정안전위원회 위원
  - 2017. 12. 제20대 국회 감사원장(최재형) 임명동의에 관한 인사청문특별위원회 위원
  - 2018. 7.~2020. 5. 제20대 국회 후반기 국토교통위원회 위원
  - 2019. 7.~2020. 5. 제20대 국회 후반기 예산결산특별위원회 위원
- 2020. 5.~2024. 5. 제21대 국회의원(전북 남원시·임실군·순창군, 무소속→국민의힘, 재선)
  - 2020. 6.~2022. 5. 제21대 국회 전반기 보건복지위원회 위원
  - 제21대 국회 전반기 보건복지위원회 제2법안심사소위원회 위원
  - 2020. 6.~2021. 5. 제21대 국회 전반기 예산결산특별위원회 위원
  - 2020. 7.~2024. 5. 국회 글로벌외교안보포럼 구성의원
  - 국회한반도평화포럼 구성의원
  - 국민총행복정책포럼 구성의원
  - 2022. 7.~2024. 5. 제21대 국회 후반기 문화체육관광위원회 간사
    - 제21대 국회 후반기 문화체육관광위원회 문화예술법안심사소위원회 위원장
    - 제21대 국회 전반기 문화체육관광위원회 예산결산심사소위원회 위원
    - 제21대 국회 전반기 문화체육관광위원회 체육관광법안심사소위원회 위원장

  - 2022. 7.~2023. 5. 제21대 국회 후반기 예산결산특별위원회 위원
    - 제21대 국회 후반기 예산결산특별위원회 예산소위원회 위원

  - 2022. 8.~2022. 11. 제21대 국회 정치개혁특별위원회 위원
  - 2023. 6.~2024. 5. 제21대 국회 후반기 예산결산특별위원회 위원
    - 제21대 국회 후반기 예산결산특별위원회 예산안등조정소위원회 위원

## 학력
- 보절국민학교 졸업
- 용북중학교 졸업
- 1976~1979 전주고등학교 졸업
- 1979~1986 서울대학교 공과대학 산업공학 학사
- 한양대학교 대학원 행정학 석사

### 비학위 수료
- 1995 스탠퍼드 대학교 John S. Knight 저널리즘 펠로우십 과정(1년)

## 저서
- 이용호. 《권력의 탄생》. 새로운사람들. 1997년 11월. ISBN 8981200858
- 이용호. 《청와대 극비문서》. 경향신문사출판제작국. 1995년 5월. ISBN 2000319000379

## 역대 선거 결과
|  | 14.63% |

|  | 14.31% |

|  | 39.12% |

|  | 49.49% |

|  | 43.49% |

## 소속 정당
| 소속 정당 | 소속 정당      | 소속 기간 | 비고      |
| --------- | -------------- | --------- | --------- |
|           | 새천년민주당   | 2004~2005 | 정계 입문 |
|           | 민주당         | 2005~2007 | 당명 변경 |
|           | 중도통합민주당 | 2007      | 합당      |
|           | 민주당         | 2007~2008 | 당명 변경 |
|           | 통합민주당     | 2008      | 합당      |
|           | 민주당         | 2008~2010 | 당명 변경 |
|           | 무소속         | 2010      | 탈당      |
|           | 민주당         | 2010~2011 | 복당      |
|           | 무소속         | 2011      | 탈당      |
|           | 시민통합당     | 2011      | 창당      |
|           | 민주통합당     | 2011~2012 | 합당      |
|           | 무소속         | 2012~2016 | 탈당      |
|           | 국민의당       | 2016~2018 | 창당      |
|           | 무소속         | 2018~2021 | 탈당      |
|           | 국민의힘       | 2021~현재 | 입당      |

## 같이 보기
- 남원시·임실군·순창군
- 남원시의 국회의원
- 순창군의 국회의원
- 임실군의 국회의원